# 瀬戸干拓
瀬戸干拓（せとかんたく）は、千葉県印西市の大字。2017年10月31日現在の人口は0人。郵便番号270-1600。

## 地理
北は瀬戸、東は山田干拓一区、南は佐倉市土浮干拓、西は鎌苅干拓に隣接している。

## 施設
- 瀬戸干拓機場
- 一本松南部用水2号機場